# Mystère en mer
Mystère en mer (Problem at Sea) est un téléfilm britannique de la série télévisée Hercule Poirot, réalisé par Renny Rye, sur un scénario de Clive Exton, d'après la nouvelle Énigme en mer, d'Agatha Christie.
Ce téléfilm, qui constitue le 7e épisode de la série, a été diffusé pour la première fois le 19 février 1989 sur le réseau d'ITV.

## Synopsis
Poirot et Hastings sont en croisière en Mer Méditerranée. Le voyage se passe pour le mieux si on met de côté le caractère hautain d'un des voyageurs : Mme Clapperton. Lors d'une escale à Alexandrie, elle préfère rester à bord pour se reposer. Quelques heures plus tard, elle est retrouvée poignardée dans sa cabine fermée à clef. Entre son mari, le colonel Clapperton, qui devait supporter les constantes critiques de sa femme, le général Forbes, amoureux de la victime lors de sa jeunesse, et Miss Henderson, attirée par le colonel, Poirot va devoir jouer de tous ses talents pour trouver le meurtrier.

## Fiche technique
- Titre français : Mystère en mer
- Titre original : Problem at Sea
- Réalisation : Renny Rye
- Scénario : Clive Exton, d'après la nouvelle Énigme en mer (1936) d'Agatha Christie
- Décors : Mike Oxley
- Costumes : Linda Mattock
- Photographie : Peter Jessop
- Montage : Paul Hudson
- Musique : Christopher Gunning
- Casting : Rebecca Howard
- Production : Brian Eastman
  - Production déléguée : Nick Elliott et Linda Agran
- Sociétés de production : Picture Partnership Productions, London Weekend Television
- Durée : 50 minutes
- Pays d'origine :  Royaume-Uni
- Langue originale : Anglais
- Genre : Policier
- Ordre dans la série : 7e épisode - (7e épisode de la saison 1)
- Première diffusion :
  -  Royaume-Uni : 19 février 1989 sur le réseau d'ITV

## Distribution
- David Suchet (VF : Roger Carel) : Hercule Poirot
- Hugh Fraser (VF : Jean Roche) : Capitaine Arthur Hastings
- Melissa Greenwood : Kitty Mooney
- Victoria Hasted : Pamela Cregan
- Roger Hume : Général Forbes
- Ben Aris : Capitaine Fowler
- Dorothea Phillips : Nelly Morgan
- Sheri Shepstone : Emily Morgan
- Louisa Janes : Ismene
- John Normington : Colonel Clapperton
- Sheila Allen : Mrs Clapperton
- Ann Firbank : Ellie Henderson
- James Ottaway (VF : Henri Labussière) : Mr Russell
- Geoffrey Beevers : Mr Tolliver
- Caroline John : Mrs Tolliver
- Colin Higgins : Skinner (membre d'équipage)
- Jack Chissick : Bates (membre d'équipage)
- Yorgos Kotanidis : le photographe
- Panayotis Kaldis : un 1er marchand
- Stathis Mauropoulos : un 2e marchand